# Dilem (Kepanjen)
Dilem is een bestuurslaag in het regentschap Malang van de provincie Oost-Java, Indonesië. Dilem telt 5632 inwoners (volkstelling 2010).